# (500876) 2013 JD64
(500876) 2013 JD64 est un objet transneptunien faisant partie du disque des objets épars de magnitude absolue 8,0. Son diamètre est estimé à environ 100 kilomètres. It poutrait etre une résonance 3:11 avec Neptune[réf. nécessaire].